# 代肯普夫龙
代肯普夫龙是德国巴登-符腾堡州的一个市镇。总面积11.41平方公里，总人口3208人，其中男性1576人，女性1632人（2011年12月31日），人口密度281人/平方公里。